# Сирбешть (Молдова)
Сирбешть (рум. Sîrbești) — село у Флорештському районі Молдови. Входить до складу комуни, адміністративним центром якої є село Чутулешть.

## Населення
За даними перепису населення 2004 року у селі проживали 473 особи.
Національний склад населення села:
| Національність | Кількість осіб | Відсоток |
| -------------- | -------------- | -------- |
| молдавани      | 470            | 99,4%    |
| українці       | 3              | 0,6%     |
| Всього         | 473            | 100%     |